# Schlacht um die Yunnan-Burmastraße
Japanische Eroberung 1941/42

Bilin – Sittang – Pegu (Taukkyan) – Rangun – Yunnan-Burma-Straße (u.a. Tachiao – Oktwin – Toungoo – Yenangyaung – Lashio I)
1942/43

Burma-Kampagne 1942–1943

Arakan I – The Hump – Chindits
1944

Schlacht um Nordburma und West-Yunnan 1943–1945

Burma-Kampagne 1944

Arakan II – Ha-gō – Lashio II – Sangshak – Myitkyina – U-gō (Imphal – Kohima – Tennisplatz) – Mogaung – Song shan/Huitong-Brücke – Dan-gō
1944/45

Burma-Kampagne 1944–1945

Bhamo – Arakan III (Kangaw und Höhe 170 – Ramree) – Meiktila/Mandalay – Pakokku – Lashio III – Tanlwe Chaung – Operation Dracula – Sittang
Die Schlacht um die Yunnan-Burmastraße fand von März bis Ende Mai 1942 während des Burmafeldzugs im Pazifikkrieg statt. Sie war ein Teil der chinesischen Intervention, um den britischen Verbündeten zu helfen, als die Japaner ihre Invasion in Burma zu festigen versuchten.

## Vorgeschichte
Nachdem die japanischen Truppen im März 1942 Rangun erobert hatten, gruppierten sich die Alliierten in Zentral-Burma neu. Das neu gebildete 1. Burma-Korps, kommandiert von Generalleutnant William Slim, bestehend aus britischen, indischen und lokal aufgestellten burmesischen Truppen, versuchte, das Tal des Irrawaddy zu verteidigen, während das chinesische Expeditionskorps das Tal des Sittang im Osten verteidigte. Nachdem die Japaner Singapur und Niederländisch-Ostindien erobert hatten, konnten sie die durch diese Erfolge freigesetzten Divisionen und erbeuteten Lastwagen einsetzen, um ihre Armee in Burma zu verstärken und Angriffe auf Zentral-Burma zu starten.

## Beteiligte Streitkräfte

### NRA
An diesem Unternehmen waren die folgenden Streitkräfte der Nationalen Armee (NRA) der Republik China beteiligt:
Die 5. Armee unter dem Befehl von Generalleutnant Tu Yu-ming, die 6. Armee unter dem Befehl von Generalleutnant Kan Li-chu und die 66. Armee unter dem Befehl von Generalleutnant Ch'en Ch'eng.
Alle drei Armeen bestanden aus jeweils drei Divisionen, jede in Brigadegröße. Das Gesamtkommando der chinesischen Expeditionsstreitkräfte in Burma hatte Generalleutnant Joseph W. Stilwell mit Generalleutnant Lo Cho-ying als Stabschef.
Die Bewegung der chinesischen Armeen nach Burma erwies sich als sehr schwierig. Transportkapazitäten für die Truppen war knapp und die chinesische Armee hatte wenig oder kein internes logistisches Unterstützungssystem. Darüber hinaus reagierten die hochrangigen chinesischen Offiziere, ihre Armee- und Divisionskommandeure üblicherweise nur auf Befehle direkt aus Chungking. Generalissimus Chiang Kai-shek wartete bis zum 1. März, um den Einheiten der 5. Armee zu erlauben, mit dem Einzug nach Burma zu beginnen. Dort konnten die Briten logistische Unterstützung leisten, aber es war nicht unerwartet mit den chinesischen Kommandanten nur schlecht kommunizieren zu können. Stilwell kam schließlich am 4. März in Chungking an und eröffnete das Hauptquartier des CBI.
Chiang Kai-shek drückte auf einer Konferenz am 6. März seine Unzufriedenheit mit dem britischen Kommando in Burma aus und überraschte Stilwell, indem er vorschlug, dass Stilwell das alliierte Gesamtkommando über das komplette Operationsgebiet übernehmen sollte. Die Briten reagierten heftig auf den chinesischen Vorschlag. Während sie die chinesischen Armeen in Burma willkommen hießen, waren sie allerdings nicht erfreut über den Vorschlag, dass Stilwell sie befehligen sollte. General Harold Alexander, der damals die britischen Streitkräfte in Burma befehligte, hatte fest damit gerechnet, alle chinesischen Truppen zu kontrollieren, die zur Verteidigung der Region eingesetzt wurden.

#### Pläne für die chinesischen Armeen
Stilwell wollte in die Offensive gehen und hatte bereits begonnen, Pläne zur Rückeroberung Ranguns zu entwickeln. Er glaubte, dass ein mutiges Vorgehen japanische Schwächen in Burma aufdecken könnte. Generalissimus Chiang Kai-shek hatte jedoch andere Ideen, mahnte zur Vorsicht und bestand darauf, dass die chinesischen Streitkräfte in der Defensive bleiben sollten. Er machte deutlich, dass die 5. und 6. Armee die Japaner nicht angreifen sollten, es sei denn, sie würden provoziert. Er legte auch spezifische geografische Beschränkungen für den Einsatz dieser Streitkräfte fest. Schließlich wiederholte er sein Misstrauen gegenüber britischen Motiven und sein Beharren darauf, dass die chinesischen Streitkräfte unabhängig vom britischen Kommando bleiben sollten. China, erklärte, dass es kein Interesse daran habe, das britische Empire zu erhalten, und würde in Burma nur so lange kämpfen, um die Versorgungslinie offen zu halten.
General Alexander, der jetzt zum Oberbefehlshaber der Alliierten in Burma ernannt wurde, organisierte diese Streitkräfte in zwei Korps, wobei Generalleutnant William Slim das britische 1. Burma-Korps in Prome und Stilwell das chinesische Expeditionskorps in Toungoo in Süd-Zentral-Burma am Ufer des Flusses Sittang befehligte. Stilwell sicherte sich die Zusammenarbeit der Kommandeure der 5. und 6. Armee, die sich beide einig waren, dass das Halten in Toungoo der Schlüssel zur Verteidigung Nordburmas sei. Sie beschlossen dort zu bleiben, solange die Briten in Prome blieben. Aber der britische Geheimdienst war schwach, und den alliierten Verteidigern Burmas unbekannt, verstärkten die Japaner ihre Streitkräfte im Land stetig und hatten Pläne entwickelt, die diese Verteidigung bald überflügeln würden.

### Kaiserlich Japanische Armee
Die japanische Invasion Thailands fand am 8. Dezember 1941 statt Nachdem Japan die thailändische Regierung zu einem Verteidigungspakt gezwungen hatte, durchquerten die japanischen Truppen der 15. Armee unter dem Befehl von Generalleutnant Iida Shōjirō das Land und überquerten am 20. Januar 1942 die Grenze nach Burma in die südliche Provinz Tenasserim. Darunter befand sich die 55. Division unter dem Befehl von Generalleutnant Takeuchi Hiroshi und die 33. Division unter dem Befehl von Generalleutnant Sakurai Shōzō.
Nach dem Fall Singapurs erhielt die 15. Armee Verstärkung von der 56. Division unter dem Befehl von Generalleutnant Watanabe Masao und stieß nach Norden in Zentral-Burma vor um die Alliierten aus Burma zu verdrängen. Am 18. März verstärkten Flugzeuge aus Malaya und Niederländisch-Indien die in Burma operierenden japanische Heeresluftstreitkräfte, die nun etwa 420 Flugzeuge umfasste.

### Briten und Inder
Die 1. Burma-Infanteriedivision unter Generalmajor James Bruce Scott im Sittang-Tal mit der 1. und 2. Burma-Infanteriebrigade, die Rangun-Garnison und die 17. indische Infanteriedivision unter Generalmajor David Tennant Cowan im Prome-Gebiet mit der 13. indischen Infanterie-Brigade im Mawchi-Gebiet, sowie die 7. Panzerbrigade unter Brigadier John Anstice waren die Britisch-Indischen Streitkräfte in Zentral-Burma. Die letzten britischen Verstärkungen die Burma erreichten, waren das 1. Bataillon der Royal Inniskilling Fusiliers, das am 9. März von Indien nach Magwe eingeflogen wurde.
Am 16. März flog Generalleutnant William Slim von Indien nach Magwe ein, um das 1. Burma-Korps zusammenzustellen, das aus der 1. Burma-Infanteriedivision, der 17. Indischen Infanteriedivision sowie der 7. Panzerbrigade bestehen sollte. Slim übernahm drei Tage später das Kommando über das 1. Burma-Korps in Allanmyo.

## Die Schlachten
Die gesamte Operation um die Yunnan-Burmastraße zog sich von März 1942 bis Ende Mai des Jahres über viele Einzelschlachten hin.
| Datum                  | Schlacht                            | Ort                                     |
| ---------------------- | ----------------------------------- | --------------------------------------- |
| 18. bis 19. März       | Schlacht bei Tachiao                | Tachiao                                 |
| 20. bis 23. März       | Schlacht bei Oktwin                 | Nahe Oktwin                             |
| 24. bis 30. März       | Schlacht um Toungoo                 | Taungoo                                 |
| 5. bis 8. April        | Schlacht bei Yedashe                | Nahe Yedashe                            |
| 10. bis 16. April      | Schlacht am Szuwa                   | Am Fluss Szuwa nordwestlich von Yedashe |
| Anfang April 1942      | Schlacht von Mawchi und Bato        | Nahe Mawchi                             |
| 17. April 1942         | Schlacht bei Bawlakhe               | Nahe Bawlakhe                           |
| 17. bis 19. April 1942 | Schlacht um Yenangyaung             | Yenangyaung                             |
| 17. bis 20. April      | Schlacht bei Pyinmana               | Nahe Pyinmana                           |
| 20. April              | Schlacht bei Loi-kaw                | Nahe Loi-kaw                            |
| 20. bis 24. April      | Schlacht bei Hopong-Taunggyi        | Nahe Hopong und Taunggyi                |
| 25. April              | Schlacht um Loilem                  | Loilem                                  |
| 29. April              | Schlacht um Lashio                  | Nahe Lashio                             |
| 1. Mai                 | Schlacht von Hsenwe                 | Hsenwe                                  |
| 6. bis 31. Mai         | Schlacht am Salween                 | Am Fluss Salween                        |
| 23. Mai 1942           | Schlacht an der Hsipaw-Mogok Straße | Zwischen Hsipaw und Mogok               |

## Schlachtverlauf
Die Schlacht um die Yunnan-Burmastraße begann mit der zweitägigen Schlacht bei Tachiao am 18. März 1942, als etwa 200 japanische Aufklärungstruppen des 143. Regiments der 55. Division unter Generalleutnant Takeuchi Hiroshi, die auf Motorrädern unterwegs waren, von chinesischen Einheiten überfallen wurden, während sie auf eine wichtige Brücke etwa 56 Kilometer südlich von Toungoo und 19 Kilometer südlich von Phyu vorrückten. Die Japaner beklagten nach dreistündigem Kampf 30 Tote und verloren viel Ausrüstung, setzten aber ihren Vormarsch fort, als die Haupttruppen eintrafen.
Währenddessen bombardierten Flugzeuge der 1. amerikanischen Freiwilligengruppe Flying Tigers den japanischen Flugplatz in Moulmein und erklärten, dass 16 japanische Flugzeuge am Boden zerstört worden seien. Von der burmesischen Küste verstärkten Truppen aus Indien die britische Garnison auf der Insel Akyab.

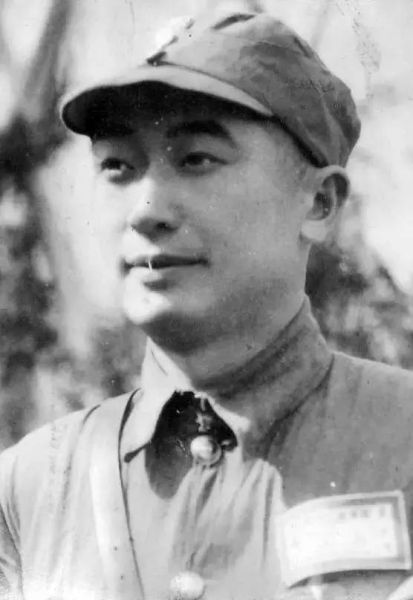
Generalmajor Dai Anlan, Oberkommandierender der chinesischen 200. Division

Die japanische 15. Armee zog unterdessen durch Burma nach Norden und griff die Stellungen des chinesischen Kavallerieregiments der 5. Armee nördlich des Flusses Kan an und trieben die chinesischen Streitkräfte mit schweren Verlusten zurück. Die meisten Chinesen zogen sich dann in ein Gebiet nördlich von Toungoo zurück, so dass nur einzelne Kompanien von Kavallerie und Infanterie übrig blieben, um die vorrückenden Japaner aufzuhalten. In der Zwischenzeit verlegte Generalmajor Dai Anlan, Oberkommandierender der chinesischen 200. Division, seine Formationen in die Befestigungen, die bei Oktwin und um Toungoo errichtet worden waren. Diese Verteidigungsanlagen waren aus Holz erbaut worden, das reichlich vorhanden war, und alle Stellungen waren sorgfältig verborgen angelegt. Am 21. März besiegten die japanischen Streitkräfte die verzögert nachrückenden chinesischen Kräfte und erreichten die Außenposten der 200. Division in Oktwin.
Bei Tagesanbruch des 22. März begann das 112. Regiment den Angriff auf die Stellungen der 200. Division (siehe Schlacht bei Oktwin). Mittels Artilleriebeschuss und einem Infanteriebataillon wurden die besetzten Stellungen bedrängt. Kurz darauf flankierte eine japanische Kavallerie die Chinesen. Die Japaner waren jetzt vorsichtiger, nachdem ihre Vorhut überfallen worden war, und benutzten ihre Artillerie und Maschinengewehre, um auf verdächtige Positionen zu schießen, bevor sie ihre Infanterie einsetzten. Zwischen den Bäumen wurden leichte Maschinengewehre aufgestellt. Sie forderten viele chinesische Opfer. Schließlich stellten die Chinesen ihre schweren Maschinengewehre auf, um mit dieser Bedrohung fertig zu werden.
Am folgenden Tag attackierten die Japaner mit starker Artillerie und Luftunterstützung erneut an der linken Flanke. Die Kämpfe dauerten bis 16.00 Uhr, aber die Angreifer erzielten keinen großen Erfolg. Auch ein weiterer Flankenangriff mit einer Kompanie Infanterie und zahlreichen Kavallerietruppen um die rechte Seite der chinesischen Stellungen herum verlief im Sande. Die Chinesen konnten sich bis zum Einbruch der Nacht halten und fielen erst am 24. März auf ihre Hauptverteidigungslinie bei Toungoo zurück. Am Morgen des 24. März begann das japanische 112. Infanterieregiment mit seiner Artillerievorbereitung zum Angriff auf die Stadt. An dem Trommelfeuer, das 15 Minuten anhielt, beteiligten sich 19 Geschütze verschiedenen Kalibers. Währenddessen flogen leichte japanische Bomber Luftangriffe gegen identifizierte chinesische Stellungen und drei japanischen Panzer rückten, gedeckt durch das Feuer der Infanterie, gegen die ersten chinesischen Stellungen vor. Damit begann die Schlacht um Toungoo. Schnell gelang es japanischen Einheiten den Bahnhof und das Flugfeld einzunehmen und damit den Chinesen ihre Versorgungslinien zu kappen. Die Kämpfe tobten entlang der Frontlinie, wobei es den japanischen Truppen gelang die chinesischen Einheiten oftmals zu überrennen. Aber es gab auch Gegenangriffe, die jedoch schnell von den Japanern gestoppt wurden. General Dai Anlan und sein Stab versetzten ihr Divisionshauptquartier und die Befehlszentrale vom Stadtzentrum zum Ufer des Sittang, um Artilleriefeuer und Luftangriffen durch japanische Flugzeuge zu entgehen. Mehrere Telefonleitungen in der Stadt wurden durch japanische Luftangriffe unterbrochen, wodurch nicht alle verteidigenden Einheiten die Befehle vom Hauptquartier empfangen konnten.
Nach zwei schweren Angriffen der Japaner am 25. und 28. März auf die Einheiten der chinesischen 200. Division in Toungoo erwog General Dai Anlan den Rückzug der Truppen über den Fluss. Da die Brücke durch japanischen Artilleriebeschuss schon stark beschädigt war, mussten die schweren Gerätschaften und ein Großteil der Artilleriemunition in Toungoo zurückgelassen werden. Allen chinesischen Einheiten gelang es am 29. März den Sittang zu überqueren und sie flohen, durch japanische Artilleriesalven und Luftangriffe schwer bedrängt, in Richtung Nordwesten nach Yenangyaung. Die britischen Truppen evakuierten am selben Tag die Stadt Prome und zogen sich ebenfalls nach Yenangyaung zurück. Die Chinesen konsolidierten wieder ihre Linie im Sittang-Tal bei Yedashe und bildeten dort eine neue Verteidigungsposition, um den japanischen Vormarsch im Sittang-Flusstal weiter zu blockieren. Allerdings hatten die chinesischen Verteidiger von Toungoo die wichtige Brücke über den Sittang im Osten der Stadt nicht zerstört, wodurch die Straße nach Mawchi und Bawlake offen blieb. Die Brücke war von den Briten für die Sprengung vorbereitet worden, bevor sie den Chinesen übergeben wurde. Der Verlust von Toungoo öffnete den Japanern den Weg über Mawchi nach Karenni und in die Shan-Staaten.

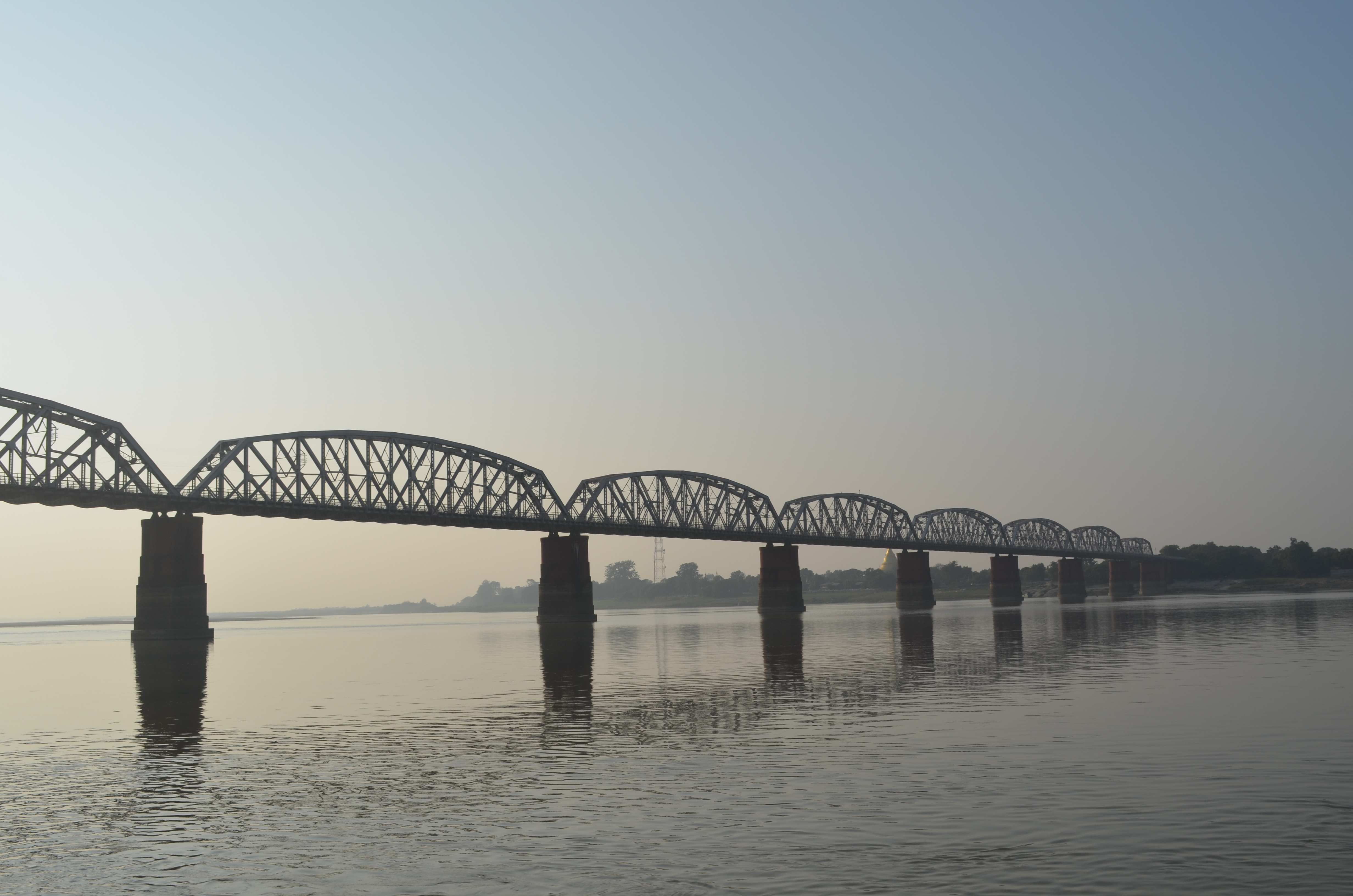
Die Ava-Brücke heute – nach ihrer Zerstörung wurde sie 1954 neu aufgebaut

Captain Arthur Thompson mit einer Kompanie von Karen Burifs und Captain Noel Boyt mit seinen kürzlich rekrutierten Karen-Levies wurden angewiesen, die 1. Burma-Division von Generalmajor James Bruce Scott zu decken, die sich entlang des Ostufers des Sittang-Flusses über Toungoo und Meiktila in Richtung Mandalay zurückzog. Zwischen dem 2. und 5. April führten Boyt und Thompson einen heftigen Verzögerungskampf entlang der Mawchi Straße, der eine Brigade der japanischen 56. Division unter dem Befehl von Generalleutnant Masao Watanabe um geschätzte acht Tage verzögerte. Nachdem sie das Rennen nach Mandalay gewonnen hatten, verweigerten erfolgreiche britische Sprengungen den Japanern den Übergang über die Ava-Brücke über den Irrawaddy. Dies trug dazu bei, dass der Großteil der alliierten Streitkräfte nach Indien fliehen konnte. Die Japaner besetzten Mawchi am 4. April.
Es gab eine Pause in den Kämpfen bis zum 7. April, als die Japaner von Toungoo vorrückten und die neu formierte 22. Division unter dem Befehl von Generalleutnant Liao Yaoxiang in und um Yedashe angriffen (siehe Schlacht bei Yedashe). Zwischen dem 10. und 16. April kam es immer wieder zu Kämpfen zwischen chinesischen und japanischen Einheiten am Fluss Szuwa (Schlacht am Szuwa).
Die Situation wurde kritisch, als die Verteidigungslinie der 6. Armee, die in der Nähe von Lashio und Myitkyina stationiert war, nach der Ankunft starker Verstärkungen aus Thailand von den Japanern durchdrungen wurde. Die 22. Division erlitt schwere Verluste und wurde daher am 18. April nach Mandalay verlegt und überließ die Verteidigung von Pyinmana, ein wichtiger Eisenbahnknotenpunkt 80 Kilometer nördlich von Toungoo, der 96. Division und einem unabhängigen Artillerieregiment, das mit 72- und 75-Millimeter-Haubitzen ausgerüstet war. Die Schlacht bei Pyinmana dauerte vier Tage und endete mit dem Rückzug der 96. Division und des Artillerie-Regiments und mit der Verfolgung durch die Japaner.
Die Karen-Levies und die Karens der 1. Burma Rifles konnten die Japaner bei Mawchi nicht lange aufhalten, führten aber Zerstörungen entlang der Straße durch. Sie waren jedoch nicht in der Lage, diese mit einer Verteidigung abzudecken, und daher waren die Verzögerungen, die den Japanern zugefügt wurden, geringer als sie es sonst gewesen wären. Das chinesische 1. Regiment konzentrierte sich dann auf das Gebiet Bawlake-Kemapyu, rittlings auf der Straße, die das Tal des Flusses Nam Pawn hinaufführte. Nun folgten schwere Kämpfe zwischen Chinesen und Japanern im Gebiet südlich von Namphe und Bawlake (siehe Schlacht von Mawchi und Bato, Schlacht bei Bawlakhe).

Ein wichtiges Ziel der japanischen Streitkräfte waren die Ölfelder bei Yenangyaung etwa 161 Kilometer nördlich von Prome. Die Japaner griffen am 10. April die 1. Burma-Division von Generalmajor James Bruce Scott auf der rechten Seite der Alliierten und die indische 48. Brigade von Brigadier Noel Hugh-Jones bei Kokkogwa nachts in einem Sturmlauf an (siehe Schlacht von Yenangyaung). Sie wurden mit schweren Verlusten zurückgeschlagen. Das 2. Royal Tank Regiment konnte am nächsten Tag bei Thadodan und Alebo in der Nähe von Magwe zum Einsatz gebracht werden. Zwischen dem 13. und 17. April mussten die Briten unter starken Angriffen der Japaner zurückweichen. Japanische Straßensperren teilten die britischen Streitkräfte in drei Einheiten auf.

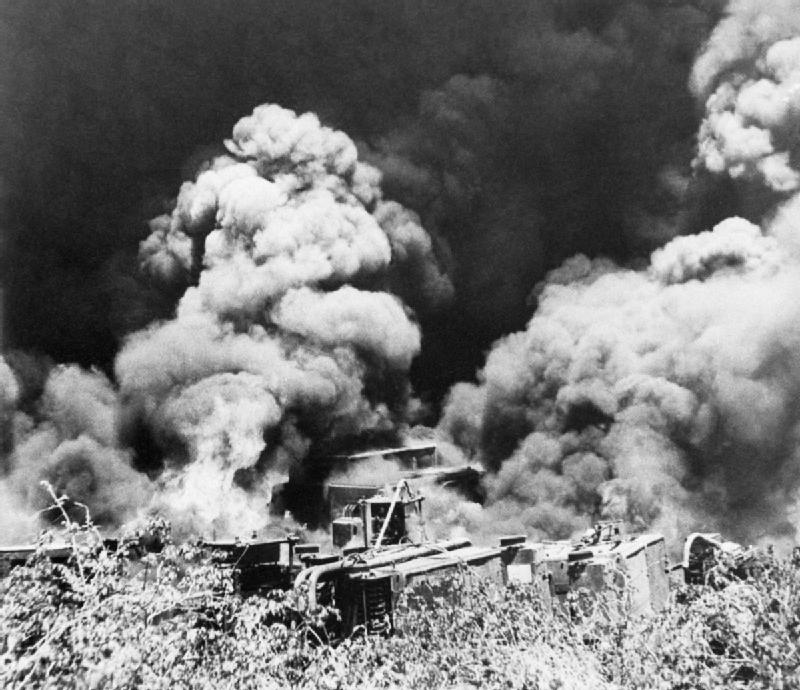
Zerstörung der Ölfelder bei Yenangyaung am 16. April 1942

Am 15. April um 13.00 Uhr ordnete Slim die Zerstörung der Ölfelder und der Raffinerie an. Die Ölquellen wurden mit Zement verschlossen, obwohl die Japaner später in der Lage waren, weitere Ölvorräte zu erschließen, indem sie die Brunnen erneut bohrten.
In Anbetracht der kritischen Situation bat General Alexander Generalleutnant Stilwell die sofortige Genehmigung zur Verlegung der chinesischen 38. Division von Generalmajor Sun Li-jen und der chinesischen 66. Armee von Generalleutnant Ch'en Ch'eng aus dem Sittang-Flusstal in das Yenangyaung-Gebiet des Irrawaddy-Flusstals zu erteilen.
7.000 britische Soldaten, zusammen mit 500 Gefangenen und Zivilisten, waren am nächsten Tag von den Japanern eingekesselt. Zwar gelang es britischen Einheiten nach Süden vorzurücken, aber ein Ausbruch war nur mit Hilfe der chinesischen 38. Division unter Sun Li-jen möglich. 800 Mann der Chinesen und die 7. Panzerbrigade der Briten kämpften drei Tage lang bei Temperaturen von bis zu 46 °C und im Rauch der brennenden Ölfelder gegen die japanischen Truppen im Süden. Rund eine Million Gallonen Rohöl verbrannten während der Kämpfe, die bei den Japanern schwere Verluste verursachten, aber die alliierten Streitkräfte waren zu schwach, um die Ölfelder zu halten, und mussten sich nach Norden zurückziehen.
Die Chinesen versuchten ihre Truppen im Norden um Loi-kaw, der Hauptstadt des Kayah-Staats im Osten von Myanmar, zu konzentrieren. In der Nacht vom 18. auf den 19. April wurde die chinesische 55. Division, die die Straße Mawchi-Loi-kaw-Taunggyi bewachte, südlich von Loi-kaw zerstört und ihre Soldaten flohen in die umliegenden Hügel (siehe Schlacht bei Loi-kaw).
Am 19. April wurden japanische Panzer nur 14,5 Kilometer südlich von Loi-kaw getroffen. Das chinesische Hauptquartier der 6. Armee brach zur To-sai-hka-Brücke über den Fluss Nam Tamphak auf. Nur wenige Wachen und eine Kompanie chinesischer Pioniere blieben in Loi-kaw, um die beiden Brücken über den Balu Chaung abzudecken und deren Sprengungen vorzubereiten.
Bei einem Treffen mit General Alexander, Stilwell und General Slim am 19. April wurde beschlossen, dass die 7. Panzerbrigade und eine Brigadegruppe der indischen 17. Division mit der chinesischen 5. Armee nach Lashio verlegen sollten, aber der japanische Angriff am 20. und 21. April vernichtete praktisch die komplette chinesische 6. Armee, die sich einfach auflöste und der Großteil der chinesischen 5. Armee wurde in verstreute, wirre Kämpfe verwickelt, so dass der Plan letztendlich aufgegeben wurde.
Die Japaner erreichten den To-sai-hka und überquerten am Nachmittag die Brücke, die die Chinesen nicht gesprengt hatten. Die Chinesen fielen auf Hopong zurück und errichteten dort eine starke Position im Osten auf der Straße nach Htamsang (siehe Schlacht bei Hopong-Taunggyi). Am Morgen des 22. April griffen die Japaner die chinesischen Verteidiger fast ununterbrochen aus der Luft an. Auch Loilem wurde bombardiert und ein großer Teil der Stadt brannte nieder. In dieser Nacht zogen sich die Chinesen zu einer Position bei Kang Nio zurück, etwa 13 Kilometer westlich von Loilem. Die Japaner überflügelten jedoch die starke Verteidigung dort und die Chinesen konnten die Japaner nicht daran hindern, am Abend des 23. April in Loilem einzudringen (siehe  Schlacht um Loilem). Die rund 300 Chinesen unter Generalleutnant Kan Li-chu zogen sich zurück und errichteten eine neue Linie an der Lashio-Straße in der Nähe von Panglong. Von Takaw aus brachen die Überreste der chinesischen 49. und 93. Division nach Keng Tung auf, wo sich ihnen General Ch'en Ch'eng und die Überlebenden der 55. Division anschlossen, die aus dem Bawlake-Gebiet ihren Weg durch das Land gefunden hatten. Die 6. Armee marschierte dann nach China ab und überließ Keng Tung der Besetzung durch die Thailänder.
Angesichts des bevorstehenden Verlustes der Shan-Staaten und angesichts der Bedrohung Mandalays aus dem Süden befahl General Alexander am 25. April den Rückzug britischer und chinesischer Truppen in den Norden von Mandalay. In Lashio trafen nun das Hauptquartier der chinesischen 66. Armee und Teile der 29. und 28. Division ein. General Ch'en Ch'eng, übernahm das Kommando über alle chinesischen Truppen in der Gegend.
Am 27. April wurde die 28. Division südlich von Hsipaw nach Namon auf der Straße von Loilem geschickt. Während der Nacht traf sie eine japanische motorisierte Kolonne, die zum Rückzug gezwungen wurde. Als die Japaner Lashio erreichten zerstörten die Chinesen inmitten heftiger Kämpfe am 29. April ihre kompletten Vorräte und zogen sich dann nach Hsenwi (Theinni), nahe dem Nordufer des Flusses Nam Tu zurück. Dort errichteten sie Stellungen auf der anderen Straßenseite nach Kutkai. Die Japaner marschierten am selben Tag in Lashio ein (siehe Schlacht um Lashio (1942)). Die Chinesen zogen sich dann über Kutkai und Wanting nach China zurück. In der Zwischenzeit drangen die Japaner bis nach Bhamo vor.
Als die 200. Division feststellte, dass Lashio gefallen und zu stark besetzt war, um angegriffen zu werden, ging sie nach Südwesten und drang kurz in Maymyo ein. Von hier aus zog sie weiter nach Norden bis Mogok, mit dem Ziel, sich nach China durchzukämpfen. Bei Mogok befand sich noch ein freistehendes Regiment der 28. Division.
Um nach Bhamo vorzurücken, mussten die Japaner bei Manwing den Fluss Shweli überqueren. Die dortige Brücke wurde von Einheiten der burmesischen Grenztruppen bewacht, die sich aus Lashio zurückgezogen hatten, als die Chinesen den Ort verließen. Am 3. Mai näherte sich eine mit Maschinengewehren bewaffnete Kolonne japanischer Lastwagen der Brücke und stürmte auf die verteidigenden Truppen zu. Obwohl die Brücke zur Sprengung vorbereitet war, gelang dies nicht, da die Zünder aufgrund des regnerischen Wetter zu feucht geworden waren. Daher eroberten die Japaner die Brücke intakt und nahmen Bhamo am folgenden Tag ein.
Gegen fast keinen Widerstand und nur verzögert durch Gruppen demoralisierter Soldaten und Zivilflüchtlinge drangen die Japaner weiter nach Myitkyina vor. Die Stadt wurde am 7. Mai von den Briten evakuiert und die Japaner zogen am nächsten Tag ein. Die japanischen Streitkräfte überquerten am 12. Mai den Fluss Salween auf dem Weg nach Keng Tung.
General Alexander verlegte am 15. Mai sein Hauptquartier von Burma in die Region Imphal in Indien. General Stilwell erreichte ebenfalls an diesem Tag Indien. Chiang Kai-shek befahl am 18. Mai der chinesischen 5. Armee, die jetzt größtenteils aus der 22. und 96. Division bestand, Positionen zwischen Myitkyina und Fort Hertz einzunehmen. Überlebende der 22. Division erreichten im Juli und August das Ledo-Gebiet. Die 96. Division gelang schließlich über Fort Hertz nach China.

## Resultat der Kämpfe
Ende Mai des Jahres 1942 hatten die Japaner den größten Teil von Burma besetzt und verfügten damit über dessen Bodenschätze; Reis, Erdöl, Wolfram und Mangan. China war damit auf dem Landweg vollständig isoliert und die Japaner konnten hoffen, es auf dem Luftweg ebenfalls zu isolieren. Von Burma aus war es nun möglich ihre Angriffe nach Belieben nach China oder Indien zu starten. Sie könnten Kalkutta und seine Nachbarstädte bombardieren, das Zentrum der indischen Kriegsanstrengungen, oder sie könnten weit nach Westchina vordringen.
Neun chinesische Divisionen, fünf indische Infanteriebrigaden, zwei burmesische Infanteriebrigaden, eine britische Panzerbrigade und sechs britische Infanteriebataillone mit insgesamt etwa 81.000 Mann, die von einer unterlegenen Artillerie, einer amerikanischen Kampfgruppe und mehrere Geschwader der Royal Air Force unterstützt worden waren, wurden von den Japanern geschlagen.
Nachdem General Stilwell am 24. Mai in Neu-Delhi eintraf begann er sofort mit der Ausarbeitung von Rückeroberungsplänen und Plänen zur Reformierung der chinesischen Armeen.